# Branišovice
Branišovice (německy Frainspitz,, případně Frainspitz-Weinberg) jsou obec v okrese Brno-venkov v Jihomoravském kraji. Nacházejí se v Dyjsko-svrateckém úvalu asi sedm kilometrů jihozápadně od Pohořelic. Žije zde 645 obyvatel. Sousedními obcemi jsou Vlasatice, Pohořelice, Šumice v okrese Brno-venkov a Olbramovice a Trnové Pole v okrese Znojmo. Součástí Branišovic je také původně samostatná vesnice Vinohrádky, k jejich sloučení došlo roku 1848. Jedná se o vinařskou obec ve Znojemské vinařské podoblasti (viniční trať Vinohrady).

## Historie
První písemná zmínka o Branišovicích pochází z roku 1222. Prvním doloženým majitelem vsi byla staroboleslavská kapitula, která ji odprodala dolnokounickému klášteru Rosa Coeli. Kounický probošt následně roku 1326 prodal ves královně Elišce Rejčce pro nově založený starobrněnský klášter. V jeho vlastnictví zůstaly Branišovice až do roku 1782.
Před třicetiletou válkou přešla většina obyvatelstva k protestantskému náboženství, v průběhu války však ves úplně zpustla a nežil tam nikdo. Nové osídlování (na přání kláštera coby majitele) začalo až o téměř třicet let později. Z této doby jsou také známy nejstarší dochované obecní pečetě s vodním ptákem, jež se staly předlohou současnému znaku. Nové osídlování skončilo v roce 1749, v této době jsou všechny staré domy osazeny a jedenáct nově vystavěno. Od té doby je obyvatelstvo opět většinově katolické. Nově byl také vystaven válkou poničený kostel svatého Vavřince a socha Jana Nepomuckého. V roce 1773 byla v obci založena první škola. Na významu obci dodala i výstavba císařské silnice na počátku 19. století, vedoucí v těsné blízkosti vsi (dnes silnice I/53).
Když Josef II. zrušil v roce 1782 starobrněnský klášter, ustavilo se z jeho majetku malé branišovické panství, po nějž spadaly i některé okolní obce. Celý soubor statků koupil v roce 1807 Karel Josef Lichtenstein. Už dříve je na jižním okraji obce vystavěn malý zámeček sloužící jako správní budova místního statku.
V roce 1783 vznikla v těsném sousedství západně od Branišovic nová malá osada Vinohrádky (Klein Weinberg). Vinohrádky byly vždy spjaté s Branišovicemi, byly k nim od počátku přiškoleny i přifařeny. Původní osídlenci byli Češi. V důsledku postupné germanizace se i branišovické obyvatelstvo poněmčilo a na konci 19. století bylo téměř kompletně německé. Českou menšinu tvořili především zemědělští dělníci velkostatku přicházející z českojazyčných částí Moravy.
Po vzniku politických a soudních okresů v roce 1850 spadaly Branišovic nejprve pod Moravský Krumlov. Když v roce 1901 vznikl soudní okres Pohořelice, přešly Branišovice společně s dalšími obcemi pod něj a pod politický okres Mikulov, k němuž příslušely až do konce čtyřicátých let 20. století.  
Během první světové války odešlo mnoho místních mužů na frontu a čtyřicet se jich už nevrátilo. Po skončení bojů spadly Branišovice na krátkou dobu do území protestního státu Německé Rakousko a byly součástí jedné z provincií Německá jižní Morava. V meziválečné době přišel největší rozkvět vesnice, vzniklo a fungovalo mnoho spolků, byla založena česká škola a školka. Klidné německo-české soužití narušil až vznik Heinleinovy Sudetoněmecké strany a radikalizace. Po podepsání Mnichovské dohody spadly Branišovice do oblasti Sudet zabraných Třetí říší.
Branišovice velmi utrpěly v závěru druhé světové války. Během bojů bylo vybombardováno a zcela zničeno mnoho domů, včetně kostela svatého Vavřince, který téměř kompletně vyhořel. Vážně poškozena byla také budova školy. Německé obyvatelstvo bylo ze strany sovětských vojáků i českých partyzánů ponižováno a týráno. Brzy na to začali do obce přicházet novoosídlenci z různých koutů Moravy a také čeští reemigranti z Volyně. Ti často žili ve společné domácnosti s Němci, kteří pro ně pracovali, než byli vysídleni.
Původní německé obyvatelstvo bylo vysídleno v průběhu roku 1946 mikulovskými transporty. První léta po válce se nesla ve znamení nejnutnějších oprav, ať už kostela, školy nebo vlastních domů. Až později se dařilo obec znovu rozvíjet – bylo vybudováno nové fotbalové hřiště, zemědělské družstvo, budovy Jednoty, Šlechtitelské stanice a kulturního domu.
Do konce roku 2006 se nacházely v okresu Znojmo, od té doby náleží do okresu Brno-venkov.

## Obyvatelstvo
Moderní osídlení obce bylo většinově německé, respektive se jednalo o poněmčené Čechy, o čemž svědčí vysoký výskyt původních českých příjmení. Ke germanizaci došlo zřejmě vlivem okolního prostředí, ves ležela na hranici českého a německého etnického prostoru. Germanizace byla na sklonku 19. století takřka úplná – v roce 1900 se k české národnosti ze 473 obyvatel Branišovic přihlásilo jen 61 lidí. Českou menšinu tvořili především nově příchozí dělníci z různých částí Moravy (ale i Slovenska), kteří pracovali na zdejších statcích. Tito Češi žili jen v Branišovicích, Vinohrádky byly kompletně německé. Vyznáním byla většina obyvatel katolická. Počet Čechů se zvýšil až po vzniku Československé republiky, kdy v obci vznikly české instituce jako škola a školka. Po mnichovské krizi většina českých obyvatel odešla. V souvislosti s poválečným vysídlením československých Němců přišli do Branišovic noví osídlenci z Moravy a také reemigranti z Volyně. Vysídlením téměř sedmi set Němců počet obyvatel obce značně klesl a pozvolna začal stoupat až koncem 20. století.
| Rok            | 1869 | 1880 | 1890 | 1900 | 1910 | 1921 | 1930 | 1950 | 1961 | 1970 | 1980 | 1991 | 2001 | 2011 | 2021 |
| -------------- | ---- | ---- | ---- | ---- | ---- | ---- | ---- | ---- | ---- | ---- | ---- | ---- | ---- | ---- | ---- |
| Počet obyvatel | 738  | 814  | 830  | 798  | 852  | 873  | 861  | 518  | 569  | 542  | 554  | 485  | 507  | 553  | 590  |
| Počet domů     | 135  | 139  | 142  | 147  | 153  | 154  | 164  | 124  | 127  | 124  | 128  | 152  | 159  | 175  | 189  |

Vývoj počtu obyvatel

## Obecní správa

### Obecní symboly
Znak a vlajka byly obci uděleny rozhodnutím předsedy Poslanecké sněmovny Parlamentu České republiky dne 27. června 2001.

## Charakteristika a vybavenost obce
Branišovice jsou typickou jihomoravskou zemědělskou vsí (86 % katastru tvoří zemědělská půda) s velmi malým zalesněním a mají také dlouholetou šlechtitelskou stanici, kde se kříží nové druhy obilí. Šlechtitelská stanice je v současné době součástí francouzské firmy RAGT. Vinařství a ovocnářství je zastoupeno méně. V katastru obce se nacházejí celkem tři rybochovné rybníky – Horní rybník, Dolní rybník, obnovené po druhé světové válce, a malý rybníček Kačák. Všechny napájí Olbramovický potok protékající středem obce a tvořící přirozenou hranici mezi bývalými obcemi Branišovice a Vinohrádky.
Od roku 2015 má obec kompletní splaškovou kanalizaci a čističku odpadních vod společně s Olbramovicemi a Bohuticemi.
V obci se nachází jeden hostinec, obchod s potravinami, ubytovna a zážitková středověká krčma s hotelem. Dále pošta a díky blízkosti silnice I. třídy i čerpací stanice. Podle registru ekonomických subjektů je v Branišovicích celkem 59 podnikatelských subjektů. Největším je kamionová spediční firma. Branišovice nemají stálou lékařskou ordinaci, místní musejí dojíždět do okolních měst.
Obec leží u silnice I/53 a prochází jí silnice II/396. Hromadná doprava v obci funguje prostřednictvím autobusů, obec má frekventované přímé spojení se Znojmem a Brnem.
Jedinou vzdělávací institucí je mateřská škola, základní škola byla v obci zrušena v roce 1983 a místní školáci od té doby dojíždějí do školy v sousedních Olbramovicích nebo Pohořelicích. Školka sídlí v budově obecního úřadu, kam se před počátkem 21. století přestěhovala z budovy bývalé fary.  
V obci působí mnoho místních spolků a sdružení – dobrovolní hasiči, myslivci, chovatelé, rybáři, vinaři Sokol, sdružení matek, klub důchodců a folklórní sdružení Branišovická chasa, které organizuje místní svatovavřinecké hody, konající se na začátku srpna. Z dalších akcí lze jmenovat lampionový průvod, oslavy Dne osvobození, setkání jubilantů, masopust nebo vánoční koncert.

## Pamětihodnosti
- Kostel svatého Vavřince – nejvýznamnější a nejstarší branišovická památka, jádro kostela pochází ze 13. století. Současnou podobu kostel získal po rekonstrukcích na konci 40. let 20. století
- Zvonička Svaté trojice – stojí ve Vinohrádkách, postavena byla v roce 1824 v souvislosti se vznikem samotné obce. Renovována byla v letech 1993 a 2018. Uvnitř se nachází unikátní soubor tří dřevěných soch Oplakávání Krista.[14]
- Zámek Branišovice – dřívější centrum knížecího velkostatku bylo postaveno na sklonku 17. století. Sloužilo jako správní budova.
- Socha svatého Jana Nepomuckého – stojí na severním okraji obce u cesty směrem na obec Šumice. Postavena byla v roce 1710.

## Osobnosti
- Tecellin Halusa (1870–1953), cisterciácký mnich, teolog a historik
- Laurenz Widholz (1861–1926), císařský rada v letech 1907–1918 a rakouský národní radní v letech 1919–1926
- Josef Kuno Halusa (1877–1951), právník a básník
- Ferdinand Kratochvíl (1906–1981), učitel v české obecné škole a osvětový pracovník, působil v Branišovicích v letech 1926–1938
- Josef Rudolf (1923–1991), ředitel Šlechtitelské stanice a poslanec Národního shromáždění v letech 1964–1971

## Galerie

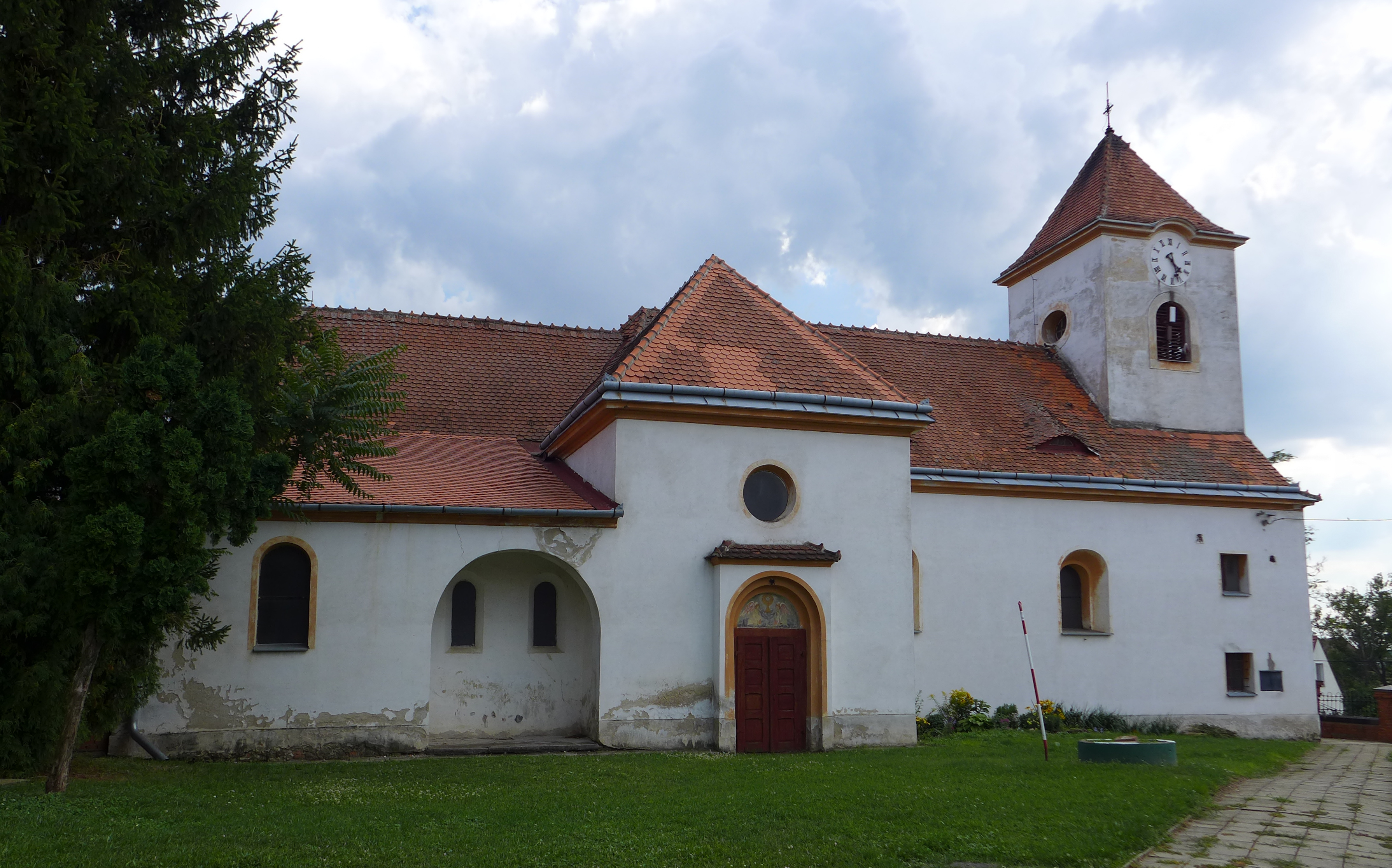
Kostel sv. Vavřince
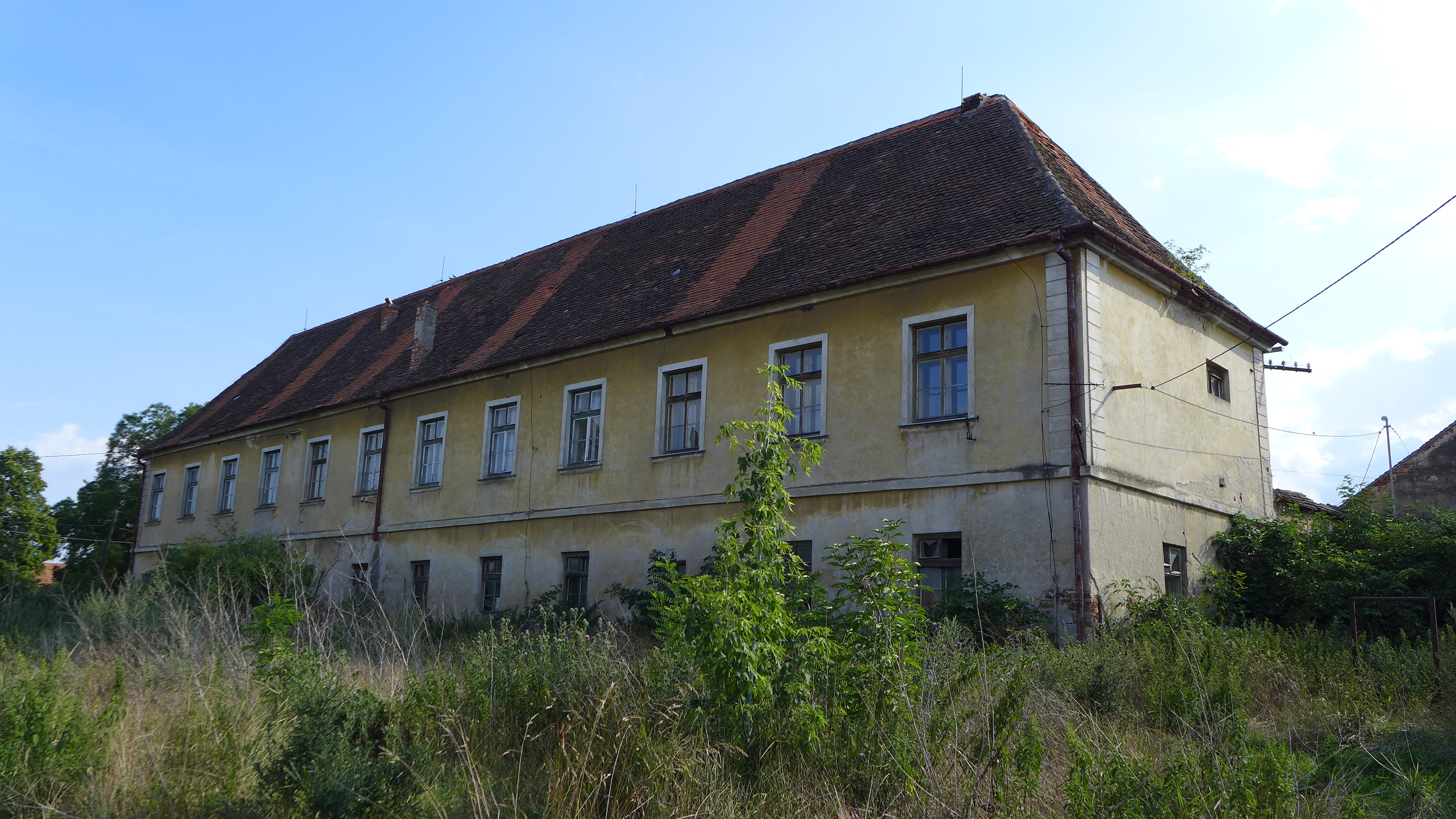
Zámek
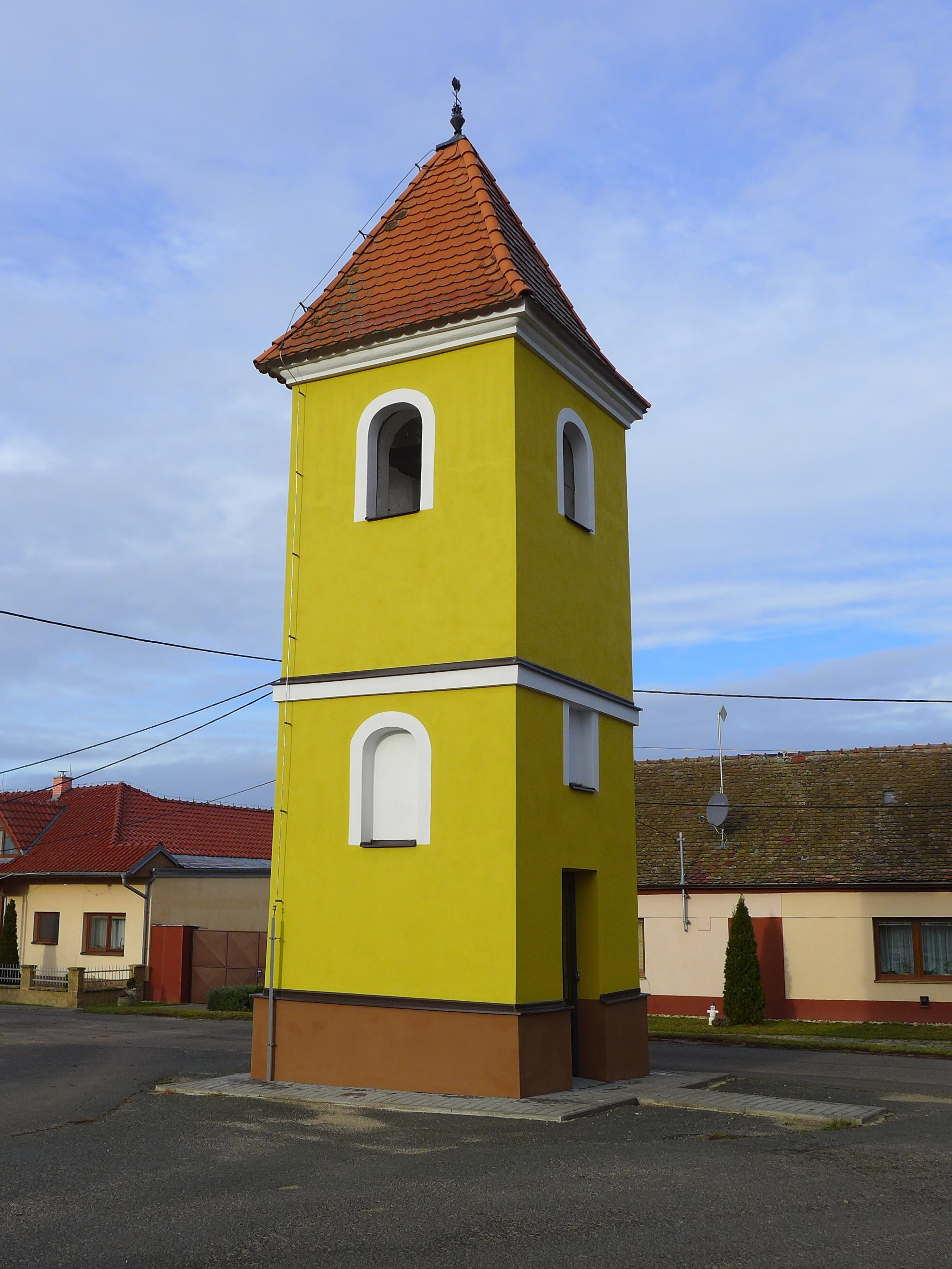
Zvonička sv. Trojice
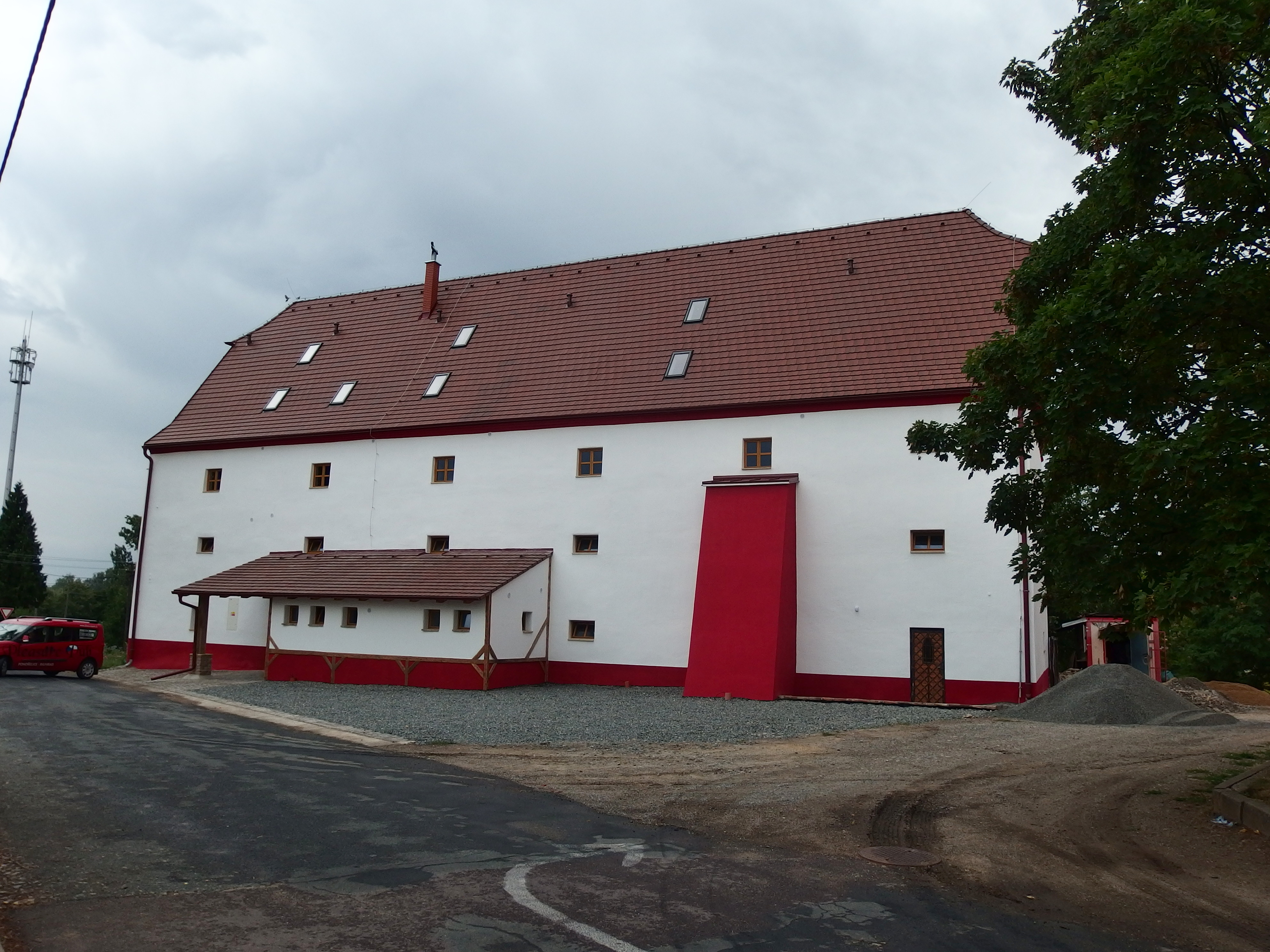
Bývalá sýpka